# 권문정
권문정(1982년 2월 11일 ~)은 대한민국의 성우이다. 천안시 출생으로 2010년 KBS 35기로 입사했으며 한국방송 성우극회 소속.

## 주요 출연작품

### 애니메이션
- 《뱅글스쿨》 (KBS) - 쥬디 / 글라라
- 《코비: 블루 엘리펀트의 전설》 (MOVIE) - 지니 / 뚱보 하녀 외

### 영화
- 《후크》 (KBS) - 직원(브렌다 아이작 부스)
- 《아이덴티티》 (KBS) - 지니 (클리어 듀발)

### 기타
- 《이것은 실화다》 TV조선 (검사 역, 각종 단역)
- 《천일야史》 채널A (각종 단역)